# 2434 Bateson
2434 Bateson este un asteroid din centura principală, descoperit pe 27 mai 1981, de Alan Gilmore și Pamela Kilmartin.